# Колима
Вижте пояснителната страница за други значения на Колима.
Колима́ (на руски: Колыма; на якутски: Халыма) е голяма река в Азиатската част на Русия, Източен Сибир, протичаща по територията на Магаданска област и Република Якутия (Саха) и вливаща се в Източносибирско море. Дължината ѝ е 2129 km, която ѝ отрежда 10-о място по дължина сред реките на Русия.

## Наименование
Названието на реката произлиза от евено-евенкското „голомо“ или якутското „халыма“, което ще рече „конусовидно жилище от дънери“.

## Географска характеристика

### Извор, течение, устие
Река Колима се образува от сливането на реките Аян-Юрях (237 km, лява съставяща) и Кулу (384 km, дясна съставяща), водещи началото си от Халканския хребет, в северозападната част на Магаданска област, на 520 m н.в. Горното течение течение на реката до селището Уст Среднекан (при 1623 km) има типичен планински характер. До село Оротук (при 2059 km) коритото на реката е силно разклонено, а след това Колима тече в тясна долина, без заливна тераса и няма разклонения. След устието на река Дебин (при 1809 km) долината се разширява, появява се заливна тераса, а коритото се разделя на ръкави. Тук то е съставено от речни камъни, като се срещат стърчащи над водата скали и речни прагове. Ширината на коритото варира от 150 до 450 m. Надолу по течението долината на реката се разширява още повече, а коритото става чакълесто и песъчливо и се разделя на ръкави с различна дължина. Отмиването на бреговете на реката в този участък до село Ороек (при 1141 km) достига 10 m на година.
След село Ороек (последното населено място на територията на Магаданска област), Колима навлиза на територията на Република Якутия (Саха), в пределите на Колимската низина. Тук долината ѝ става широка, асиметрична, с висок десен бряг, а покрай левия нисък бряг се образуват издължени по посока на течението острови. Бреговете на заливната ѝ тераса се отмиват с интензивност до няколко десетки метра на година. В долното течение се редуват участъци на криволичещо, праволинейно и разклонено корито. След устието на река Омолон (десен приток, при 282 km) наляво се отделя дългия 350 km и мощен Стадухински ръкав (проток), който отново се съединява с основното корито на Колима при селището Черски (при 120 km). След селището Черски започва делтата на Колима, която има площ от 3700 km2. Тук реката се дели на два основни ръкава: десен – Каменная (120 km, плавателен) и ляв – Походская (90 km).

### Водосборен басейн

#### Водосборен басейн
Водосборният басейн на Колима е удължен в посока от югозапад на североизток и има площ от 643 хил. km2). В административно отношение басейнът на реката обхваща крайните североизточни части на Република Якутия (Саха), близо 3/4 от територията на Магаданска област (северната, централната и западната част), около 1/4 от територията на Чукотския автономен окръг (западната част) и най-крайния северен ъгъл на Хабаровски край.
Разположен е в зона на лесотундра и тундра. Коритото на реката е разположено във вечна замръзналост. Дебелината на замръзналата почва се изменя от 100 до 300 m в долините и от 200 до 600 m във възвишенията.
Във физикогеографско отношение над 80% от водосборния басейн на Колима е зает от т.нар. Яно-Чукотската планинска система, която включва: североизточните и югоизточните части на Момския хребет, югоизточните части на планинската верига Черски, източните склонове на Халканския хребет, северните склонове на източната част на мощния хребет Сунтар-Хаята, северните склонове на Колимската планинска земя, целите части на хребетите Омсукчански, Олойски и Анюйски, цялото Юккагирско плато, възвишението Курински кряж и източните и южни склонове на Алазейското плато. Останалите 20% от територията на водосборния басейн попадат в южната и източната част на обширната Колимската низина. Горите покриват над 80% от територията на басейна, а крайните северни части са разположени в зоната на лесотундрата и тундрата.
В басейна на реката се намират 56 хил. езера (с обща площ от 8213 km2), планински ледници, погребани ледове и блата (заблатеността в района е около 5 – 8%). В Колимската низина валежите не превишават 200 – 300 mm годишно, а в планинските части достигат до 500 mm и повече.
Границите на водосборния басейн на реката са следните:
- на североизток – водосборните басейни на реките Раучуа, Лелювеем, Пучевеем и други по-малки, вливащи се в Източносибирско море;
- на изток – водосборния басейн на река Анадир, вливаща се в Берингово море;
- на югоизток и юг – водосборните басейни на реките Пенжина, Парен, Гижига, Яма, Тауй, Иня и други по-малки, вливащи се в Охотско море;
- на запад и северозапад – водосборните басейни на реките Индигирка, Алазея, Голяма Чукоча и Конковая, вливащи се в Източносибирско море.

#### Притоци
Във водосборния басей на Колима има 328,5 хил. реки с обща дължина 592,1 хил. km а в самата река се вливат над 300 реки с дължина над 10 km, като 28 от тях са с дължина над 100 km, в т.ч. 4 над 500 km:
- 2129 → Аян-Юрях 237 / 24 100
- 2129 ← Кулу 384 / 15 600
- 1985 ← Тенке 137 / 4570
- 1944 ← Детрин 222 / 6450
- 1839 ← Бахапча 291 / 13 800
- 1809 → Дебин 248 / 5530
- 1796 ← Оротукан 110 / 2400
- 1754 → Таскан 232 / 11 200
- 1573 ← Буюнда 434 / 24 800
- 1557 → Елген 119 / 1900
- 1550 → Сеймчан 186 3600
- 1353 ← Билигичан 400 / 17 600
- 1300 ← Сугой 347 / 26 100
- 1228 ← Коркодон 476 / 42 800
- 1218 ← Голяма Столбовая 122 / 2840
- 1065 ← Шаманиха 231 / 4420
- 1058 → Поповка 356 / 8350
- 970 → Ясачная 490 / 35 900
- 958 → Зирянка 299/ 7310
- 888 → Ожогина 523 / 24 300
- 849 ← Ирелях-Сиене 143 / 1600
- 804 ← Сяпякине 301 / 5440
- 749 ← Каменка 279 / 6140
- 715 ← Слезовка 128 / 1850
- 709 → Седедема 567 / 18 500
- 641 → Анкудинка 123 / 1380
- 559 ← Берьозовка 517 / 24 800
- 393 ← Крестовка 136 / 1040
- 282 ← Омолон 1114 / 113 000
- 153 ← Анюй 8 / 107 000

- 8 → Голям Анюй 693 / 57 200
- 8 ← Малък Анюй 738 / 49 800

### Хидрология
Захранването на Колима е смесено: снежно (47%), дъждовно (42%) и подземни води (11%). Пълноводието продължава от втората половина на май до юни в горното течение и до юли – в долното, като през този период преминават около 65% от общия отток на реката. След него настъпват епизодични лятно-есенни прииждания (32% от оттока), а от октомври – ноември до април – май нивото на реката е ниско и преминава едва 3% от годишния отток. Средният годишен отток на водата при село Оротук (2059 km), село Уст Среднекан (1623 km), град Среднеколимск (641 km) и село Колимское (272 km) е съответно: 280, 730 и 2200 и 3210 m3/s, които като обем са: 8,837, 23,04, 69,434 и 101,311 km3 годишно. При делтата оттокът е 3834 m3/s, равняващ се на 121 km3. От 1980 г. оттокът на реката се регулира от Колимското водохранилище, преградната стена на което е изградена на 1850 km и, което от 1988 – 89 г. работи с проектната си мощност. От 1991 г. се строи Уст Среднеканската ВЕЦ на 1677 km. Първите агрегати са пуснати в експлоатация през септември 2013 г., а цялото строителство е планирано да бъде завършено през 2018 г.
През пролетта са възможни задръствания от ледени блокове по реката, които причиняват покачване на нивото на водата средно с 3,2 m при Среднеколимск. Диапазонът на изменение на водното ниво през годината е 10 – 11 m. Приливите и отливите на морето също влияят на нивото на реката, като при устието ѝ приливите могат да увеличат нивото на водата с до 2,5 m. Влиянието им може да се проследи до устието на река Омолон. Прекаленото покачване на речното ниво предизвиква наводнения. Така през XIX и XX век Среднеколимск е наводняван общо 16 пъти. Инженерна защита против наводнения липсва. Днес проблемът се решава частично от регулиращото действие на Колимското водохранилище, както и от различни способи за борба срещу задръстванията от ледени блокове по реката.
Реката замръзва в началото на октомври и се размразява през втората половина на май. Замръзването на реката започва от долното течение през първата половина на октомври, а в горното – през средата или края на месеца. Дебелината на леда към края на зимата достига 105 – 250 cm в горното течение, 90 – 175 cm в средното и 110 – 145 cm в долното. Размразяване се движи в обратна посока – най-напред се размразява горното и средно течение (първата половина на май), след това долното течение (края на май). Когато ледът започне да се топи, се образуват ледени блокове, които се движат по течението на реката. Тези ледове често могат да заседнат в някой участък на реката, като при Среднеколимск това се случва много често. Продължителността на ледохода продължава от 5 до 10 денонощия, заледяването от 210 денонощия в горното течение до 240 денонощия в долното. През лятото температурата на водата може да достигне 12 °C в горното течение и до 15,4 °C при Среднеколимск.
В делтата на Колима ежегодно постъпват средно 11,7 милиона тона наноси годишно. Количеството наноси, както и нивото на мътността на водата се покачват драстично в средата на XX век, след като започват рудодобивни работи в района. Мътността на водата по това време е между 100 и 180 g/m3. Днес тя е намалена в диапазона от 5 до 79 g/m3.
Водите на Колима се отнасят към въглеводородния клас и калциевата група, с повишено съдържание на сулфати. Водата е слабо минерализирана – от 15 до 220 mg/l. Минерализацията е минимална по време на пълноводния период. Водата се счита за средно замърсена.
Годишното разпределение на речния отток е:

## Населени места
На течението на Колима са разположени селищата:
- Магаданска област – селища от градски тип (посьолки): Синегорие, Дебин и Сеймчан; села: Хатинах, Чигичинах, Оротук, Уст Среднекан, Балигичан и др.;
- Република Якутия (Саха) – град Среднеколимск; селища от градски тип (посьолки): Зирянка и Черски; села: Лобуя, Колимское, Нижнеколимск, Петушки и др.

## Стопанско използване
Басейнът на Колима е едно от най-големите златни находища в света, като първите разработки започват през 1927 г. от Ф. Р. Поликарпов в района на река Среднекан (десен приток). В днешно време добивът на злато в басейна възлиза на 29 – 30 тона годишно.
Водите на Колима имат голямо значение за корабоплаването, енергетиката, риболова и водоснабдяването в района. Реката е плавателна в продължение на 110 – 120 дни от устието си до село Уст Среднекан (при 1623 km). В долното течение на реката е развит риболова (рипус, чир, омул и др.).
На реката са разположени две водноелектрически централи: Колимската ВЕЦ при Синегорие (900 MW) и Уст Среднеканската ВЕЦ при Уст Среднекан (незавършена, 570 MW планирани). На притоците на Колима се намират два водоема, които се използват за топлоенергийни цели.
Над Колима са построени три моста: при Уст Среднекан, Синегорие и Дебин. По моста при Дебин преминава Колимската магистрала.

## История
Колима е открита от руския казак Михаил Стадухин през 1643 г., който през същата година основава зимовището Среднеколимск, а през следващата година – селището Нижнеколимск. През 1740 г. геодезистът Иван Киндяков извършва първото изследване и грубо картиране на цялото течение на реката. През 1868 г. руският изследовател от естонски произход Герхард Майдел изследва и описва източната част от водосборния басейн на Колима. През 1891 – 92 г. руският геолог от полски произход Ян Черски извършва геоложки изследвания по бреговете на Колима и нейните притоци и открива находища на злато. През 1927 г. е взето решение за разработването на откритите от Ян Черски богати златни находища на един от притоците на река Средникан. Това събитие се счита за официалното рождение на златодобива в Колимския басейн. По-късно са открити и малки залежи на уран.  През 1928 г. експедиция, ръководена от геодезиста Иван Фьодорович Молодих извършва първото точно и вярно топографско картиране на цялото течение на Колима и на редица нейни десни притоци. През 1929 – 30 и 1932 – 33 г. руският геолог Сергей Обручев извършва комплексни географски изследвания в басейна на реката. През 1931 г. Владимир Данилович Бусик изследва и детайлно картира множество от левите притоци на Колима. По времето на сталинизма отделът Далстрой на ГУЛАГ води интензивна рудодобивна дейност в района, благодарение на затворнически труд. Инфраструктурата в басейна на реката е построена главно от затворници.